# Elektromagnetischer Schauer
Ein elektromagnetischer Schauer ist ein Begriff aus der Teilchenphysik und beschreibt eine Kaskade aus Photonen und Elektron-Positron-Paaren. Der übergeordnete Begriff ist Teilchenschauer. Grundlage der Schauerbildung sind die Prozesse der Paarerzeugung und der Bremsstrahlung, die die Anzahl an Teilchen in der Kaskade erhöhen. Neben dem elektromagnetischen Schauer gibt es noch hadronische Schauer.

## Heitler-Schauer-Modell
Ein einfaches Modell eines elektromagnetischen Schauers, das auf Walter Heitler zurückgeht, verwendet die Materialkonstanten der Strahlungslänge und der kritischen Energie {\displaystyle E_{C}} um die Schauerentwicklung zu beschreiben. Die kritische Energie {\displaystyle E_{C}} ist dabei die Energie, bei der der Energieverlust von Elektronen durch Ionisation und durch Bremsstrahlung gleich ist.
Das Modell beruht auf der Annahme, dass Elektronen und Photonen im Mittel nach einer Strahlungslänge {\displaystyle X_{0}} wechselwirken und sich damit die Anzahl der Teilchen im Schauer verdoppelt, wobei sich die Energie zu gleichen Teilen auf die Tochterteilchen verteilt.
Wird die dimensionslose Variable 
{\displaystyle t={\frac {X}{X_{0}}}}
verwendet, so lässt sich die Energie der Teilchen nach durchlaufener Materiesäule {\displaystyle X} als
{\displaystyle E(t)={\frac {E_{0}}{2^{t}}}}
schreiben, wobei {\displaystyle E_{0}} die Anfangsenergie des Primärteilchens ist.
Das Schauerwachstum endet, wenn die Energie {\displaystyle E(t)} der Sekundärteilchen die kritische Energie {\displaystyle E_{C}} erreicht. Damit ergibt sich für die Eindringtiefe des Schauermaximums {\displaystyle X_{\text{max}}}
{\displaystyle X_{\text{max}}=t(E_{c})\cdot X_{0}={\frac {\ln(E_{0})-\ln(E_{c})}{\ln 2}}\cdot X_{0}} .
Dies zeigt, dass die Eindringtiefe eines Schauers logarithmisch mit der Energie wächst. Dies ist insbesondere wichtig für die Konstruktion von Kalorimetern in Teilchendetektoren.
Die maximale Anzahl an Teilchen lässt sich in diesem Modell mit
{\displaystyle N_{\text{max}}=\exp(t(E_{c})\ln 2)={\frac {E_{0}}{E_{c}}}}
berechnen. Sie ist proportional zur Eingangsenergie, was eine Messung der Primärenergie {\displaystyle E_{0}} durch eine Messung der Teilchenzahl erlaubt.
Für Messungen werden genauere Monte-Carlo-Simulationen verwendet, die auch statistische Fluktuationen eines solchen Schauers abbilden können. Ein Programm, das solche Simulationen durchführen kann, ist z. B. Geant4.
Die transversale Ausdehnung eines Schauers wird von der Vielfachstreuung niederenergetischer Teilchen bestimmt und wird daher von diesem einfachen Modell nicht beschrieben.
Die relevante Größe für die transversale Ausdehnung ist der Molière-Radius.

## Anwendungen
Die Vermessung von elektromagnetischen Schauern in einem Kalorimeter erlaubt in der Teilchenphysik die Messung der Energie von Photonen und Elektronen. 
Auch für die Vermessung von hochenergetischer Gammastrahlung aus dem All können die elektromagnetischen Schauer in der Luft herangezogen werden.